# Фі (літера)
Фі (велика Φ, мала φ або в математиці ϕ; дав.-гр. ϕεῖ, [pʰé͜e], грец. φι, [fi]) — 21-а літера грецької абетки.
У системі грецьких чисел має значення 500 (φʹ) або 500000 (͵φ).

## Історія
Походження літери не зовсім ясне, припускають, що вона може походити від варіанта накреслення літери ϙ («коппа»). Остання використовувалася в архаїчному грецькому письмі для передачі фонеми /kʷʰ/, яка в класичний період могла змінити вимову на [pʰ].
У класичній давньогрецькій мові «фі» вимовлялася як [pʰ] — глухий губно-губний проривний з придихом (цей звук сходить до пра-і.є. *bh). У середньогрецькій літеру стали вимовляти як глухий губно-зубний фрикативний [f], це читання зберігається і в новогрецькій мові.
Від «фі» візантійського унціалу походить кирилична ф.
В етруському алфавіті від «фі» походила літера, що очевидно, використовувалася для передачі глухого губно-губного фрикативного звука [ɸ]. Вона не увійшла до латинської абетки.

## Транслітерація
- У латинізованому запису давньогрецьких слів для передачі φ використовують диграф ph.
- У латиничній транслітерації новогрецької мови φ передають літерою f

## Інше використовування

### Велика літера
- У фізиці — позначення магнітного потоку, електричного потоку, світлового потоку.

### Мала літера
Графічний варіант φ
- В астрономії — 21-ша (як правило) зоря в сузір'ї
- У математиці — позначення золотого перетину.
- У теорії множин — функція Веблена

Графічний варіант ϕ
- У лінгвістиці — позначення глухого губно-губного фрикативного звука

## Фі в Юнікоді
У Юнікоді, існує декілька форм символа фі:
| Символ | Використовування                                          | Код Юнікод | Назва Юнікод             |
| ------ | --------------------------------------------------------- | ---------- | ------------------------ |
| Φ      | в грецькій мові                                           | U+03A6     | GREEK CAPITAL LETTER PHI |
| φ      | в грецькій мові                                           | U+03C6     | GREEK SMALL LETTER PHI   |
| ϕ      | в математиці                                              | U+03D5     | GREEK PHI SYMBOL         |
| ɸ      | У IPA для позначення глухий губно-губний фрикативний звук | U+0278     | LATIN SMALL LETTER PHI   |

## Фі в системі TeX
В TeX є один символ для позначення великої літери Φ — \Phi і два символи для позначення малої літери: ϕ — \phi та φ — \varphi.